# 萨韦尔讷隧道
萨韦尔讷隧道（法語：Tunnel de Saverne），也被称为萨韦尔讷-埃诺尔赛姆隧道（法語：Tunnel d'Ernolsheim-lès-Saverne），是一条位于法国下莱茵省西部的双孔双向高速铁路隧道。它下穿圣米歇尔山 (阿尔萨斯)，靠近萨韦尔讷山口，承担了了法国高速铁路网络中东线穿越孚日山脉最狭窄部分的交通。隧道有两个独立的洞，每个当中敷设一条铁轨，两个洞每隔500（1,600英尺）有步道联通。在隧道西出口附近，东线穿过哈斯佩尔巴谢尔河上长270米（890英尺）的高架桥。隧道由盾构机挖出，从2011年11月盾构开始，到2013年2月盾构完成。2014年4月隧道的土建工程部分完工，隧道和东线二期工程的其余部分于2016年7月3日同时投入使用。隧道的建设总开销大约为2亿欧元。

## 背景
萨韦尔讷隧道是法国高铁东欧洲线（常被简称为法国高铁高铁东线）二期工程建设的一部分，东欧洲线连接巴黎和斯特拉斯堡 (大东部大区的首府，以及包括欧洲议会在内的多个欧盟机构所在地）。

2007年投入运营的东线一期工程从巴黎附近的马恩河畔韦尔到梅斯和南锡附近的博德雷库尔穿越了300（190英里）相对平坦的地形。从博德雷库尔到斯特拉斯堡附近的文德奈姆的二期工程穿过了106（66英里）更艰险的地形。

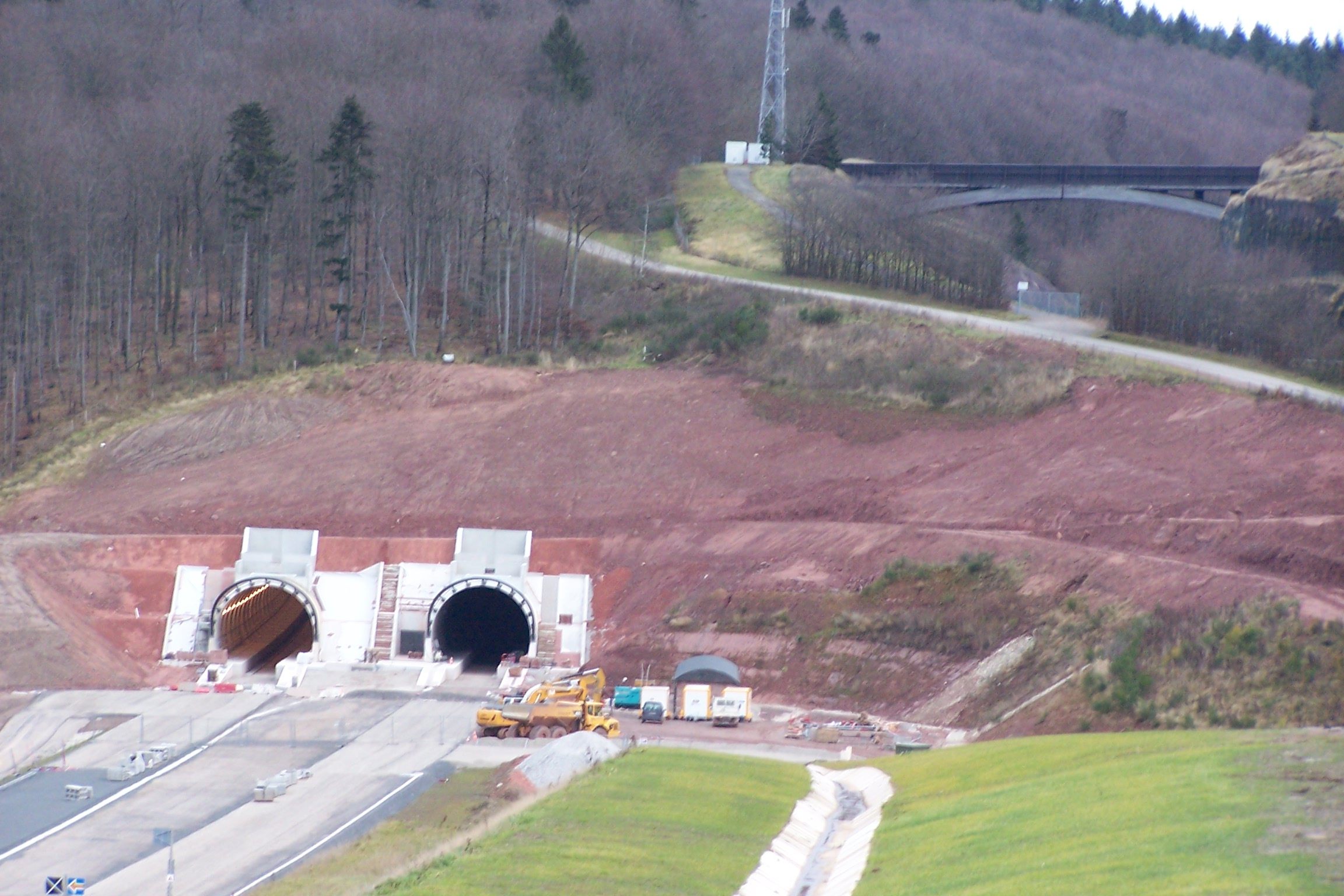
施工中的隧道西洞口，摄于2013年。图中右上角的桥跨过了了萨韦尔讷山口和A4高速公路。

2016年投入运营的二期工程使得斯特拉斯堡及以远的城市与巴黎间高速铁路的走行时间缩短了半小时左右。隧道修建在孚日山脉北部最狭窄部分，毗临已有法国A4高速公路、下莱茵省省道219线和一处古罗马道路遗迹的萨韦尔讷山口。
法国高铁东线原为拥有和运营法国铁路基础设施的法国事业单位法国铁路网络而建设。由于法国国家铁路不满法国铁路网络建设TGV路线的债务增加情况及其对列车编组权的控制，法国下院在2014年8月4日通过了铁路改组法案。
2015年1月1日，法国铁路网络并入法国国家铁路，法国铁路网络成为了法国国家铁路的子公司。

## 建设
东线的承包和建设分为多个标段，隧道属于第47标段的一部分。47标段主要包涵了萨韦尔讷隧道及其连接的哈斯佩尔巴谢尔河高架桥。47标段另有穿过摩泽尔省的达讷卡特尔旺、和下莱茵省的埃卡茨维莱尔、圣让-萨韦尔讷、埃诺尔赛姆-莱萨韦尔讷四个公社市镇的3.3（2.1英里）长的LGV线路。
2010年9月，法国铁路网络把数额为1.843亿欧元的47标段设计建设合同发包给了一个由Dodin Campenon-Bernard公司领衔、13家公司组成的企业联盟。萨韦尔讷隧道由Spie Batignolles公司和Dodin Campenon-Bernard公司建设，建设开销约2亿欧元。
隧道的两个洞由海伦克内希德特制造的长110米（360英尺）重2,200-公噸（2,400-英噸）的盾构机掘出。4,200米（13,800英尺）长的隧道中，有3,820米（12,530英尺）的部分是由这台盾构机挖掘的。隧道剩下的部分由两端洞口的棚洞（英語：false tunnel）组成。为表达对附近村子里的一个小女孩的尊敬，盾构机在2011年10月25日的仪式上被起了叫夏洛特的洗礼名。
两条隧洞中的第一条于2011年11月10日从圣米歇尔山 (阿尔萨斯)东侧开掘，在一个多月之后盾构成功，快于2012年6月19日截止的计划工期。第一条隧洞内安装了1932个管壁环，共用掉15456个预制混凝土环片 (每个环用8片)。盾构机以20米（66英尺）每日的速度掘进，共挖走307,000立方（10,800,000立方英尺）泥土。
第二条隧洞开始于2012年9月26日，结束于2013年2月25日。盾构出730,000立方（26,000,000立方英尺）的泥土被用作给附近东线的其它部分建造路堤，工程共用掉30960个预制混凝土环片。
步道的混凝土浇筑工作于2013年6月24日完成，标志着混凝土隧道壁修建工作结束。2014年4月14日，隧道土建工作完成，但此时铁路信号系统和设备仍需安装。

法国高铁东线原计划2016年4月3日投入运营；但2015年11月14日二期工程于调试期间在埃卡茨维莱尔发生造成11死42伤的严重事故，使得线路的开通延期至当年的7月3日。

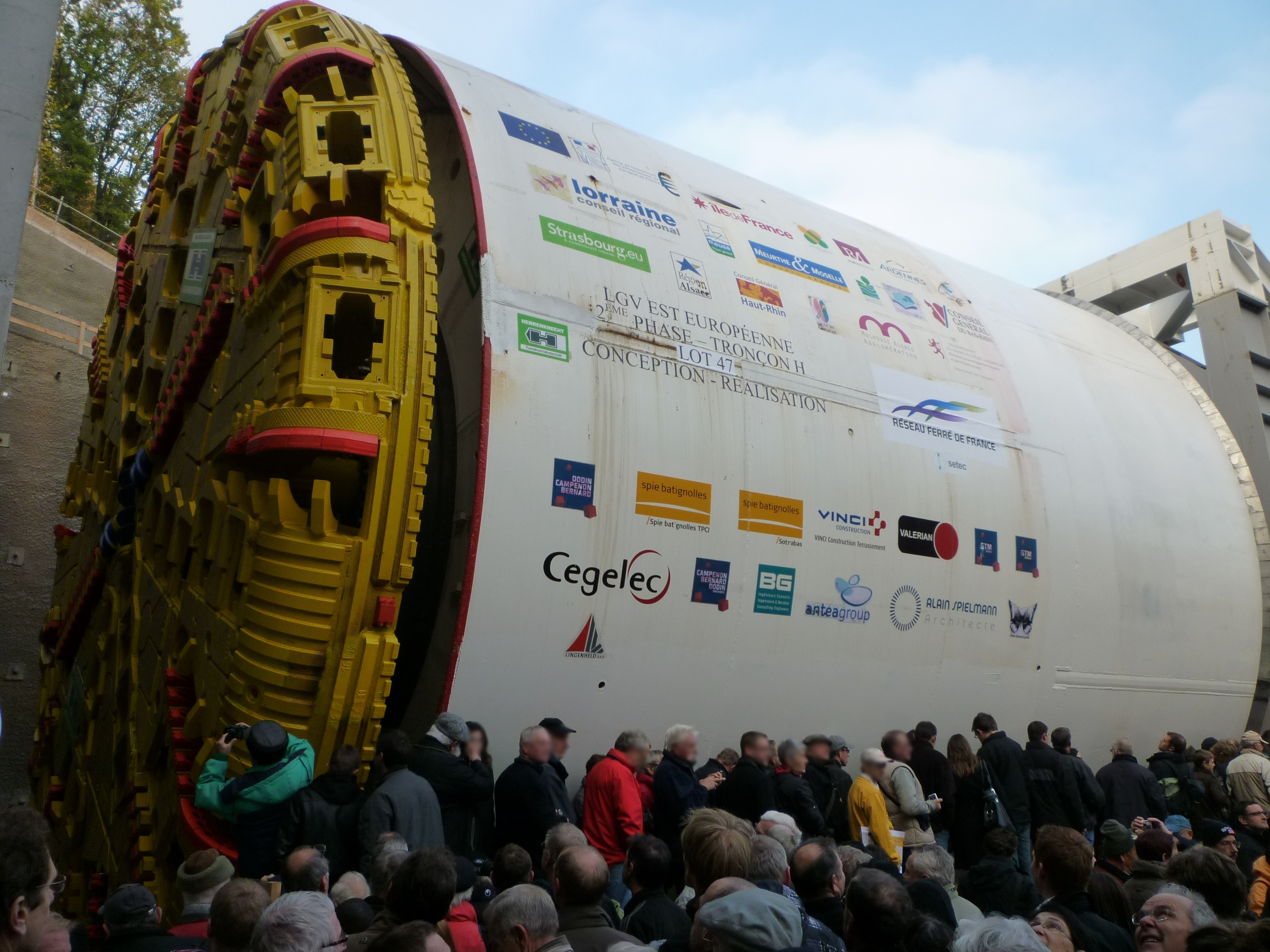
即将开始挖掘的盾构机的头部

## 特性

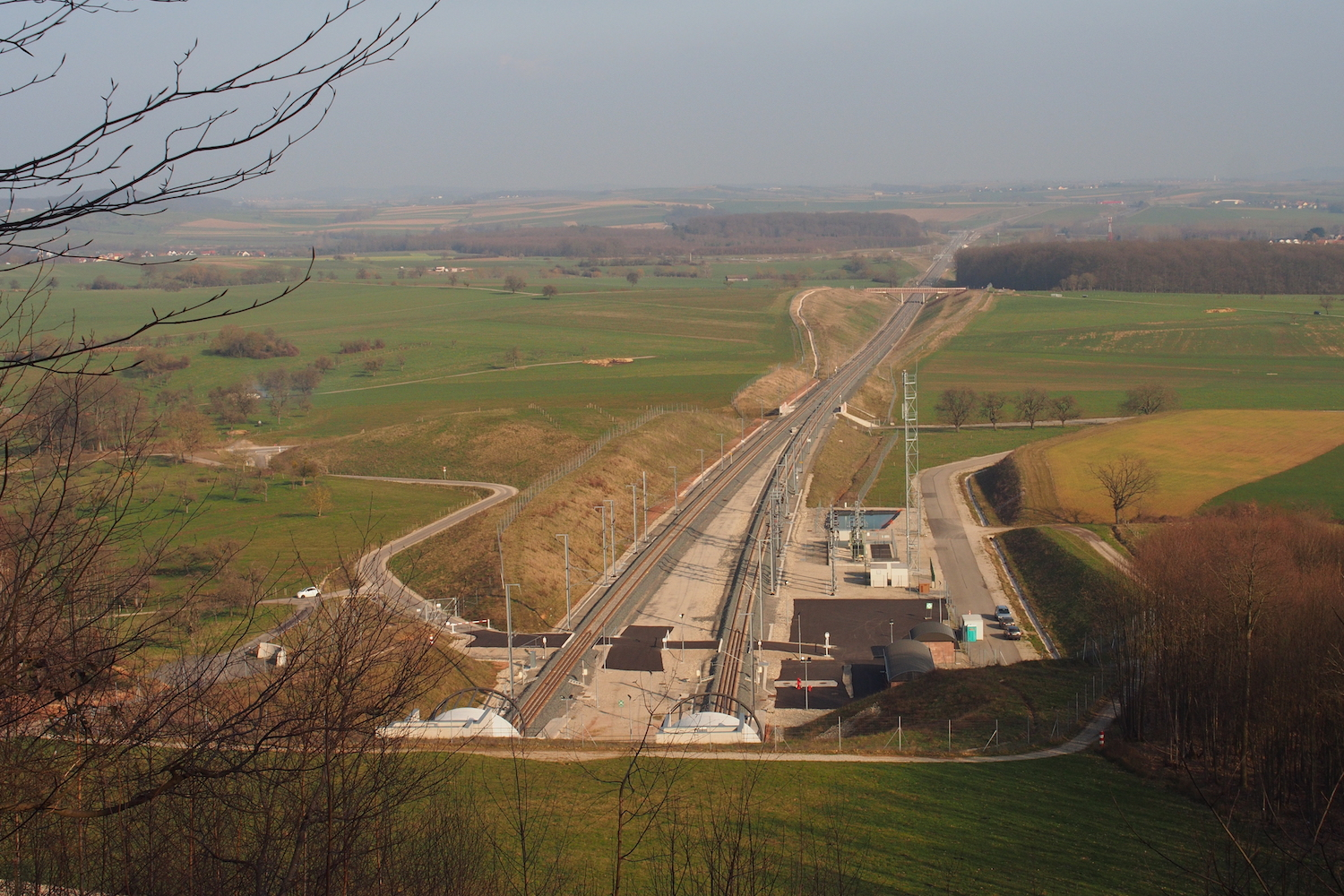
隧道的西出口

隧道在圣米歇尔山 (阿尔萨斯)山体下，毗邻萨韦尔讷山口，全线都在Natura 2000下属的北孚日山地区自然公园之内。隧道的位置很接近摩泽尔省的边境，穿过了三个下莱茵省的公社市镇：埃卡茨维莱尔、圣让-萨韦尔讷、埃诺尔赛姆-莱萨韦尔讷。
隧道是连接巴黎和斯特拉斯堡的法国高铁东欧洲线的一部分，法国高铁东欧洲线也是从巴黎到布拉迪斯拉发的欧洲高铁干线的一部分。
4,200米（13,800英尺）长的隧道，带有两个隧洞，每个隧洞都有一条铁轨及其旁设的维护人员步道和紧急疏散步道。两个隧洞每500米（1,600英尺）借互通的步道连接:7，隧道施工标准为在商业运行中隧道能通过行驶速度从320 km/h（200 mph）到350每小時（220英里每小時）的列车:5。隧道会被SNCF Réseau从位于摩泽尔河畔帕尼的控制中心远程管理。
隧道西出口附近，东线经过270米（890英尺）的哈斯佩尔巴谢尔河高架桥，桥面相对哈斯佩尔巴谢尔河谷底高出35米（115英尺）。

## 註解
1. ↑  不是较为著名的诺曼底的圣米歇尔山
2. ↑  来源中仅有1个说盾构工期为1个月，其余来源说盾构工期为2个月。

## 引用来源
1. 1 2   (地图). 国家地理林业信息研究所. "Croix de Langenthal, 67700 Saint-Jean-Saverne" with the "Parcelles cadastrales" layer activated and superimposed over the "Carte" layer.   [2016-06-23]. （原始内容存档于2016-09-17） （法语）.
2. 1 2  . LGV Est Lot 47.   [2015-06-05]. （原始内容存档于2015-02-17） （法语）.
3. 1 2 3  . 20 minutes. 2016-01-20  [2016-05-20]. （原始内容存档于2016-04-26） （法语）.
4. ↑  . SNCF Réseau.   [2015-06-14]. （原始内容存档于2017-07-04）.
5. 1 2 3 4  . LGV Est Lot 47.   [2015-06-05]. （原始内容存档于2015-02-17） （法语）.
6. ↑  . Dernieres Nouvelles D'Alsace. 2016  [2016-07-05]. （原始内容存档于2016-10-13） （法语）.
7. 1 2 3 4  Fiorletta, Claire. . Le Républicain Lorrain. 2013-02-26  [2015-06-14]. （原始内容存档于2016-07-01） （法语）.
8. 1 2 3 4 5 6 7 8   (PDF). BG-21.com. Réseau Ferée de France. 2015-09-15  [2015-06-14]. （原始内容 (PDF)存档于2015-06-14） （法语）.
9. ↑  Williams, Nicola; Berry, Oliver; Fallon, Steve; Filou, Emilie; Le Nevez, Catherine; Robinson, Daniel; Roddis, Miles.  8th. Lonely Planet Publications. 2009: 374. ISBN 9781741049152.
10. 1 2 3 4 5 6   (PDF). LGV Est européen 2e phase. Réseau Ferée de France. 2011-10  [2015-06-14]. （原始内容 (PDF)存档于2015-05-04） （法语）.
11. ↑  Chabas, Sébastien. . batiactu. 2013-02-25  [2015-06-14]. （原始内容存档于2013-03-01） （法语）.
12. ↑   (PDF).   [2019-09-02]. （原始内容 (PDF)存档于2016-09-10）.
13. ↑  . （原始内容存档于2017-07-26） （法语）..
14. ↑  . SNCF Réseau.   [2015-06-14]. （原始内容存档于2017-07-04）.
15. 1 2  . BG-21.com. 2010-09-28  [2015-06-14]. （原始内容存档于2015-06-14）.
16. ↑  . Vinci. 2011-12  [2015-06-14]. （原始内容存档于2016-08-14）.
17. 1 2  . SNCF Réseau. RFF (now SNCF Réseau). 2012-06  [2015-06-14]. （原始内容存档于2016-08-22） （法语）.
18. ↑  . Herrenknecht. 2012-09  [2015-06-14]. （原始内容存档于2016-10-12）.
19. 1 2 3  . Railway Gazette. 2013-02-26  [2015-06-14].[]
20. 1 2  . LGV Est européen 2e phase. Réseau Ferré de France. 2013-07-10  [2015-06-14]. （原始内容存档于2013-10-30） （法语）.
21. ↑  . LGV Est. Réseau Ferées de France. 2014-04-17  [2015-06-14]. （原始内容存档于2022-01-03） （法语）.
22. ↑  . Railway Gazette. 2015-03-31  [2015-05-27]. （原始内容存档于2020-08-04）.
23. ↑  . LGV Est européen 2e phase. SNCF Réseau.   [2015-06-17]. （原始内容存档于2016-10-24） （法语）.
24. 1 2   (PDF). aecfrance.eu. 2010-11  [2015-06-14]. （原始内容 (PDF)存档于2011-07-23） （法语）.
25. ↑  . Railway Technology.   [2015-06-15]. （原始内容存档于2020-12-05）. The new line is 1,435mm twin-track, electrified at 25 kV AC and built for a maximum of 350 km/h, although trains will run at 320 km/h.